# Achaearanea brookesiana
Achaearanea brookesiana är en spindelart som beskrevs av Alberto Barrion och James A. Litsinger 1995. Achaearanea brookesiana ingår i släktet Achaearanea och familjen klotspindlar.
Artens utbredningsområde är Filippinerna. Inga underarter finns listade i Catalogue of Life.